# Мелайро Богард
Мелайро Чакевно Джалайно Богард (неп. Melayro Chakewno Jalaino Bogarde, нар. 28 травня 2002, Роттердам, Нідерланди) — нідерландський футболіст суринамського походження, центральний захисник німецького клубу «Гоффенгайм 1899».

## Клубна кар'єра
Мелайро Богард народився у Роттердамі і є вихованцем місцевого клубу «Феєнорд». В академії клубу Мелайро почав займатися у віці шести років. У травні 2018 року з'явилася інформація, що в послугах молодого захисника зацікавлені англійські гранди. Такі як - «Манчестер Юнайтед», «Манчестер Сіті» та лондонський «Арсенал». Але Богард у віці 16 - ти років влітку того року уклав угоду з німецьким клубом «Гоффенгайм 1899». Переважно граючи за другу команду у Регіональній лізі, все ж таки у травні 2020 року Богард дебютував в основі у матчі Бундесліги.

## Збірна
У травні 2019 року у складі юнацької збірної Нідерландів Мелайро Богард став переможцем європейської першості для гравців віком до 17 - ти років.

## Особисте життя
Дядько Мелайро - Вінстон Богард відомий в минулому нідерландський футболіст, переможець Ліги чемпіонів у складі «Аякса», учасник Євро - 1996 та чемпіонату світу 1998 року.

## Досягнення
Нідерланди (U-17)
 Чемпіон Європи (U-17): 2019